# Job ter Burg

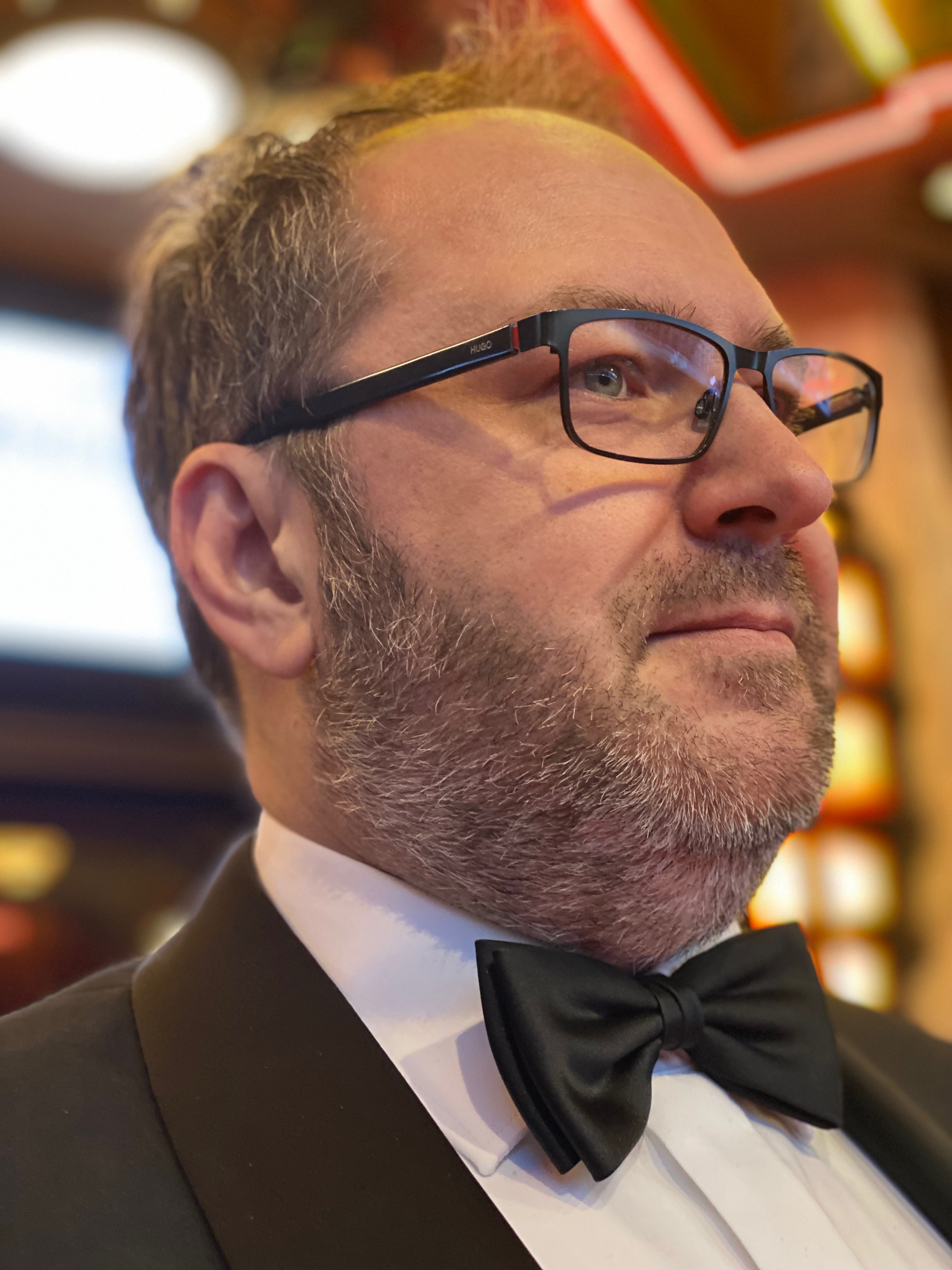
Job ter Burg, 2021

Job ter Burg (* 13. September 1972 in Maarn) ist ein niederländischer Filmeditor.

## Leben
Job ter Burg ist der Sohn des niederländischen Komponisten Wim ter Burg. Er besuchte von 1984 bis 1990 das Revius Lyceum in Doorn und absolvierte danach ein Studium als Filmeditor an der Nederlandse Film en Televisie Academie, das er 1996 abschloss.
Seine berufliche Karriere startete er als Editor für Kurzfilme sowie für eine niederländische Fernsehserie, die von 1995 bis 1998 ausgestrahlt wurde. 1997 arbeitete er zum ersten Mal als Editor für Martin Koolhoven, den er seit ihrem gemeinsamen Studium an der Filmhochschule kannte. Auf Dark Light folgte 1999 der mehrfach ausgezeichnete Film Suzy Q. 2006 arbeitete er das erste Mal für Paul Verhoeven, der 2006 mit Black Book nach 20 Jahren in den USA wieder einen Film in den Niederlanden drehte. Für die Montage von Verhoevens Film Elle wurde er 2017 für den César nominiert.
Job ter Burg ist Mitbegründer und Mitglied der Netherlands Association of Cinema Editors (NCE) und Mitglied der American Cinema Editors (A.C.E.)

## Preise und Auszeichnungen
- 2010: Goldenes Kalb, bester Schnitt, für Tirza
- 2017: International Cinephile Society Awards, bester Schnitt, für Elle
- 2017: César, bester Schnitt, für Elle (Nominierung)

## Filmografie (Auswahl)
- 1997: Dark Light – Regie: Martin Koolhoven
- 1999: Suzy Q – Regie: Martin Koolhoven
- 2003: Van God Los – Regie: Pieter Kuijpers
- 2005: Schnitzelparadies (Het Schnitzelparadijs) – Regie: Martin Koolhoven
- 2006: Black Book (Zwartboek) – Regie: Paul Verhoeven
- 2008: Verführerisches Spiel (Zomerhitte) – Regie: Monique van de Ven
- 2008: Mein Kriegswinter (Orloogswinter) – Regie: Martin Koolhoven
- 2009: Die letzten Tage der Emma Blank (De laatste dagen van Emma Blank) – Regie: Alex van Warmerdam
- 2010 Tirza – Regie: Rudolf van den Berg
- 2010: Fuxia – Die Minihexe (Foeksia de Miniheks) – Regie: Johan Nijenhuis
- 2011: Ein fast perfektes Verbrechen (Bringing Up Bobby) – Regie: Famke Janssen
- 2011: Alle Zeit der Welt (Alle Tijd) – Regie: Job Gosschalk
- 2012: Süskind – Regie: Rudolf van den Berg
- 2012: Tricked (Steekspel) – Regie: Paul Verhoeven
- 2013: Borgman – Regie: Alex van Warmerdam
- 2014: Bloedlink – Regie: Joram Lürsen
- 2015: Schneider vs. Bax – Regie: Alex van Warmerdam
- 2016: Brimstone – Regie: Martin Koolhoven
- 2016: Elle – Regie: Paul Verhoeven
- 2019: The Informer – Regie: Andrea Di Stefano
- 2019: Instinct – Gefährliche Begierde (Instinct) – Regie: Halina Reijn
- 2021: Benedetta – Regie: Paul Verhoeven
- 2021: Ainbo – Hüterin des Amazonas (Ainbo: El espíritu del Amazonas) – Regie: José Zelada und Richard Claus
- 2024: They See You (The Watchers)